# Pariendo sueños

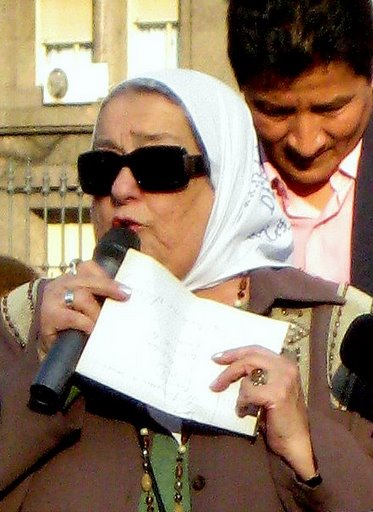
Hebe de Bonafini.

Pariendo sueños es un programa de radio argentino.
Es conducido por Hebe de Bonafini y se emite los lunes por la tarde en La voz de las Madres (AM 530).

## Historia
Creado por la asociación de Madres de Plaza de Mayo en 2007, Pariendo sueños es el primer programa de 2 horas de duración que la dirigente por los derechos humanos Hebe de Bonafini ha conducido.